# 温岭市第二人民医院
28°27′52″N 121°27′03″E / 28.46452°N 121.45083°E
温岭市第二人民医院，又称台州市肿瘤医院，是一家坐落在温岭市新河镇新区（渡南头村）的以肿瘤综合治疗为特色的二级甲等综合性医院。

## 特点
同时挂台州市肿瘤医院、上海市肿瘤医院台州分院等副名。医院占地110亩，最高建筑为住院大楼16层。是温岭市东部地区的主要医院。